# نره غول پشمالو
نره غول پشمالو (انگلیسی: The Hairy Ape) یک فیلم در ژانر درام به کارگردانی آلفرد سانتل است که در سال ۱۹۴۴ منتشر شد. از بازیگران آن می‌توان به ویلیام بندیکس، سوزان هیوارد، جان لودر، دوروتی کومینگور، فرد گراهام، پل وایگل و آلن نیپی‌یر اشاره کرد.